# Château de Sébeville
Le château de Sébeville est une demeure, du XVIe siècle, remaniée au XVIIIe siècle, qui se dresse sur le territoire de la commune française de Sébeville, dans le département de la Manche, en région Normandie. L'édifice est partiellement inscrit au titre des monuments historiques.

## Localisation
Le château est situé à 100 mètres au nord de l'église Saint-Pierre-et-Saint-Paul de Sébeville, dans le département français de la Manche.

## Historique
En 1649, François Cadot, seigneur du lieu, comptait parmi les gentilshommes fidèles au roi, assiégés dans le château de Valognes par le frondeur, François de Matignon.
En 1719, le marquis de Sébeville, Charles-Frédéric Cadot fait édifier le château en intégrant une construction antérieure.
Le 20 juillet 1730, aveu de Bernardin-François Cadot, chevalier, marquis de Sébeville, vicomte d'Audouville, ancien maître de camp du régiment de Languedoc, chevalier de l'ordre militaire de Saint-Louis et des ordres de Notre-Dame de Mont-Carmel et de Saint-Lazare.
Après la Révolution, Charles-François Lebrun acquiert le château.

## Description
Du château primitif, il subsiste notamment dans l'angle sud-est une tour du XVIe siècle coiffée en forme de cloche. Quant au château du XVIIIe siècle, il se présente sous la forme d'un long corps de logis, haut d'un étage sur rez-de-chaussée avec un pavillon central en légère saillie, encadré de pilastres d’arêtes surmonté d'un fronton triangulaire. Des mascarons sculptés ornent les ouvertures.
Les parties anciennes des communs du XVe siècle, sont à arcades.

## Protection
Au titre des monuments historiques :
- les trois cheminées subsistantes du château et les façades et toitures de la partie ancienne avec les arcades des communs sont inscrites par arrêté du 31 juillet 1979 ;
- les façades et toitures sont classés par arrêté du 31 juillet 1979.

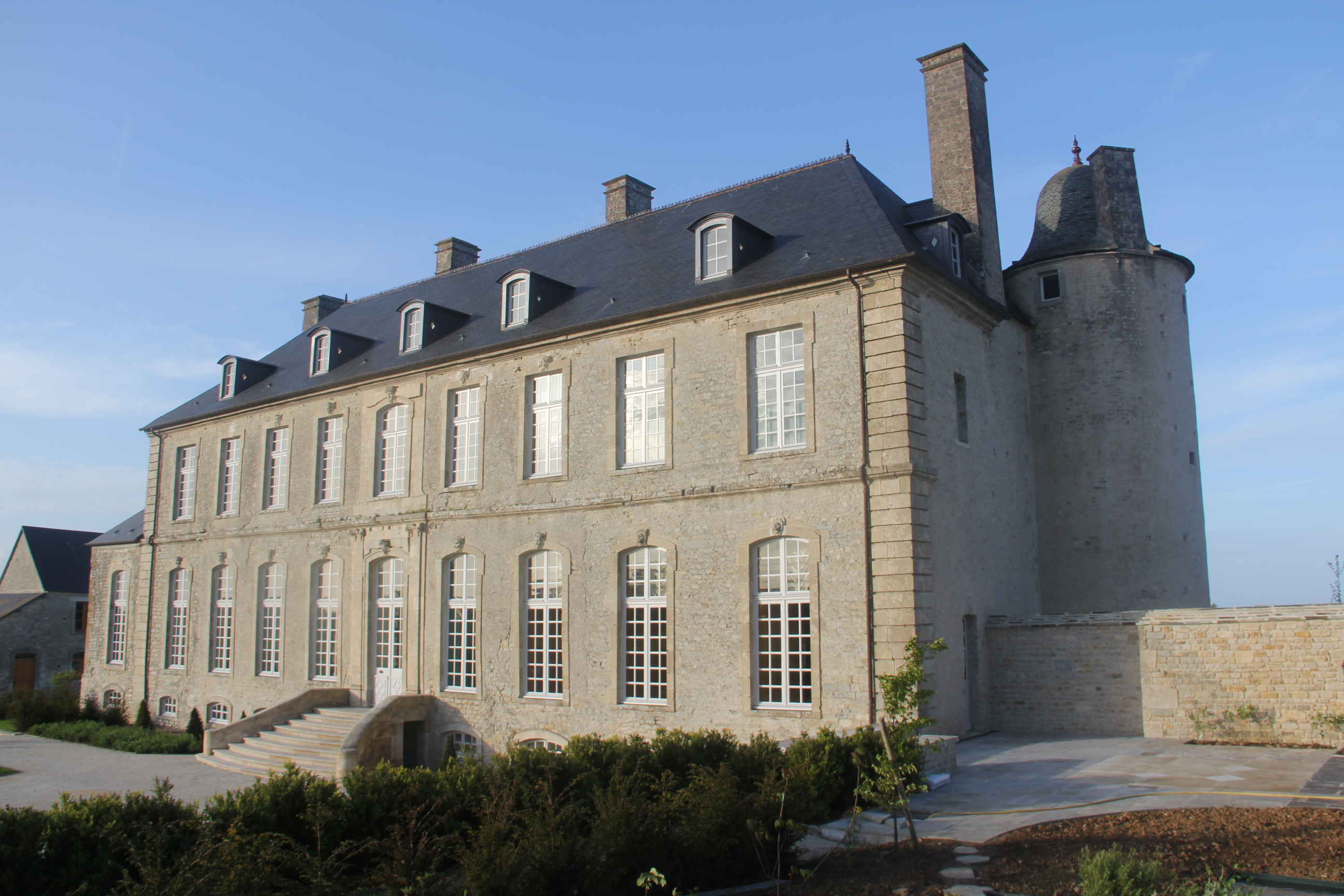
La façade occidentale.